# 伊藤晋一
伊藤 晋一（いとう しんいち、1983年8月23日 -）は、地方競馬の兵庫県競馬組合・園田競馬場上田二郎厩舎所属の元騎手である。地方競馬教養センター騎手課程第78期生。

## 来歴
2003年9月29日付けで地方競馬騎手免許を取得。同年10月7日第13回園田競馬1日目第5競走C12組3歳以上条件戦マコロンで初騎乗（11頭立て6番人気10着）。翌2004年6月22日第7回園田競馬1日目第5競走C12組4歳以上条件戦をスライトゼットで優勝（10頭立て2番人気）し、71戦目で初勝利。
2011年5月26日騎手免許取消を申請し、引退した。
地方通算成績は1647戦53勝・2着73回・3着67回・勝率3.2%・連対率7.7%